# アルゴダンザ
アルゴダンザとは人間の遺灰、遺骨から抽出した炭素より合成ダイヤモンドを製作する会社である。アルゴダンザは2004年スイスのクール市に、ファイト・ブリマー、リナルド・ウィリーにより設立された。
日本では日本法人が2005年に設立された。

## ダイヤモンド
同社が“メモリアルダイヤモンド”と呼ぶダイヤモンドは遺灰や遺骨から抽出した炭素から製作した合成ダイヤモンドで、光学的、物理的に天然ダイヤモンドの性質を完全に再現したものである。このらダイヤモンドは0.2カラットから1.0のもので\399,000から\2,480,000で販売されている。同社ではダイヤモンドの製作に最低300gの遺灰や遺骨を必要とする。
ペットの遺灰、遺骨によるダイヤモンド製作は請け負わない。

## 工程
遺灰や遺骨中の炭素は科学、物理的な方法により抽出され、黒鉛化される。黒鉛はダイヤモンド成長装置に投入され、温度勾配法といわれる製法で製造される。この製法では合金を融剤とし、高温、高圧での合成を行う。ダイヤモンド完成には6ヶ月ほどかかる。
アルゴダンザは遺灰や遺骨から抽出した炭素のみでダイヤモンドを製作するといい、その色は炭素中のボロン不純物の影響で淡いものから中位の濃度のブルーであるが、色味の指定は不可能である。
ラウンド、オーバル、エメラルド、アッシャー、プリンセス、ハート、ラディアント、マーキスの8種類のスタンダードカットが提供されている。完成したダイヤには別途料金にてメッセージをレーザー刻印することが可能で、完成したダイヤモンドにはそのダイヤモンドが遺灰、遺骨から抽出した炭素のみから製作されたものである旨の保証書が添付される。